# عبدالله عموری
عبدالله عموری، روستایی از توابع بخش مشراگه شهرستان رامشیر در استان خوزستان ایران است.
این روستا نیز به نام‌های مارون۳، شاوه، روستای عموریها معروف است. این روستا در فاصله ۵۵ کیلومتری جاده اهواز به رامشیر قرار گرفته‌است . در اطراف این روستا یک ایستگاه تقویت فشار گاز به فاصله ۵۰۰ متر از روستا وجود دارد، همچنین یک مجتمع به نام مجتمع مارون ۳  وجود دارد همچنین آتش نشانی هم در فاصله ۱۰۰۰ متری روستا وجود دارد. از جهت شمال به کوه‌ها و چاه‌های نفت و از غرب به شهرستان رامشیر، ماهشهر و امیدیه و از جهت شرق به اهواز و از جنوب به  روستاهای اطراف قرار دارد. این روستا در بخش مشراگه شهرستان رامشیر و استان خوزستان قرار گرفته‌است. آب و هوای این روستا همانند اکثر مناطق استان خوزستان  گرم و خشک هست. و در بیشتر اوقات تابستان هوای روستا بالای ۴۰ درجه سانتی گراد است و فقط در ۳ ماه آخر سال یعنی دی، بهمن و اسفند هوا رو به خنکی می‌رود.

## اماکن مذهبی، بهداشتی و آموزشی
این روستا دارای  یک مجتمع ۹ کلاسه ابتدایی ومتوسطه اول به نام [ آیت الله خامنه ای]] و یک مهد کودک دارد البته با وجود تلاش‌های انجام گرفته این روستا از نعمت مدارس راهنمایی و متوسطه محروم مانده و دانش آموزان این دو مقطع که بیشتر از ۳۰۰ نفرند و هر ساله بیشتر می‌شوند  به روستاهای اطراف (بیت صیوان و بیت باوی) و یا به شهرستان‌های  نزدیک (امیدیه و رامشیر) می‌روند. این روستا دارای یک مرکز بهداشت است که بیماریهای سطح پایین مانند سرما خوردگی و تزریق آمپول را بر عهده دارند  ولی ساکنان این روستا برای بیماری‌های حاد  به بیمارستان  شهرستان اهواز یا رامهرمز یا رامشیر  می‌روند. دو نفر از پرسنل این روستا از بومیان این روستا به نام خانم و آقای زهیری  هستند ولی سایر پرسنل  این مرکز غیر بومی هستند. از جهت اماکن مذهبی این روستا دارای دو امامزاده‌است که یکی در شمال و دیگری در جنوب قرار دارد.

## جمعیت
این روستا در دهستان مشراگه قرار دارد و براساس سرشماری مرکز آمار ایران در سال ۱۳۸۵، جمعیت آن ۶۸۷ نفر (۱۲۲خانوار) بوده‌است.

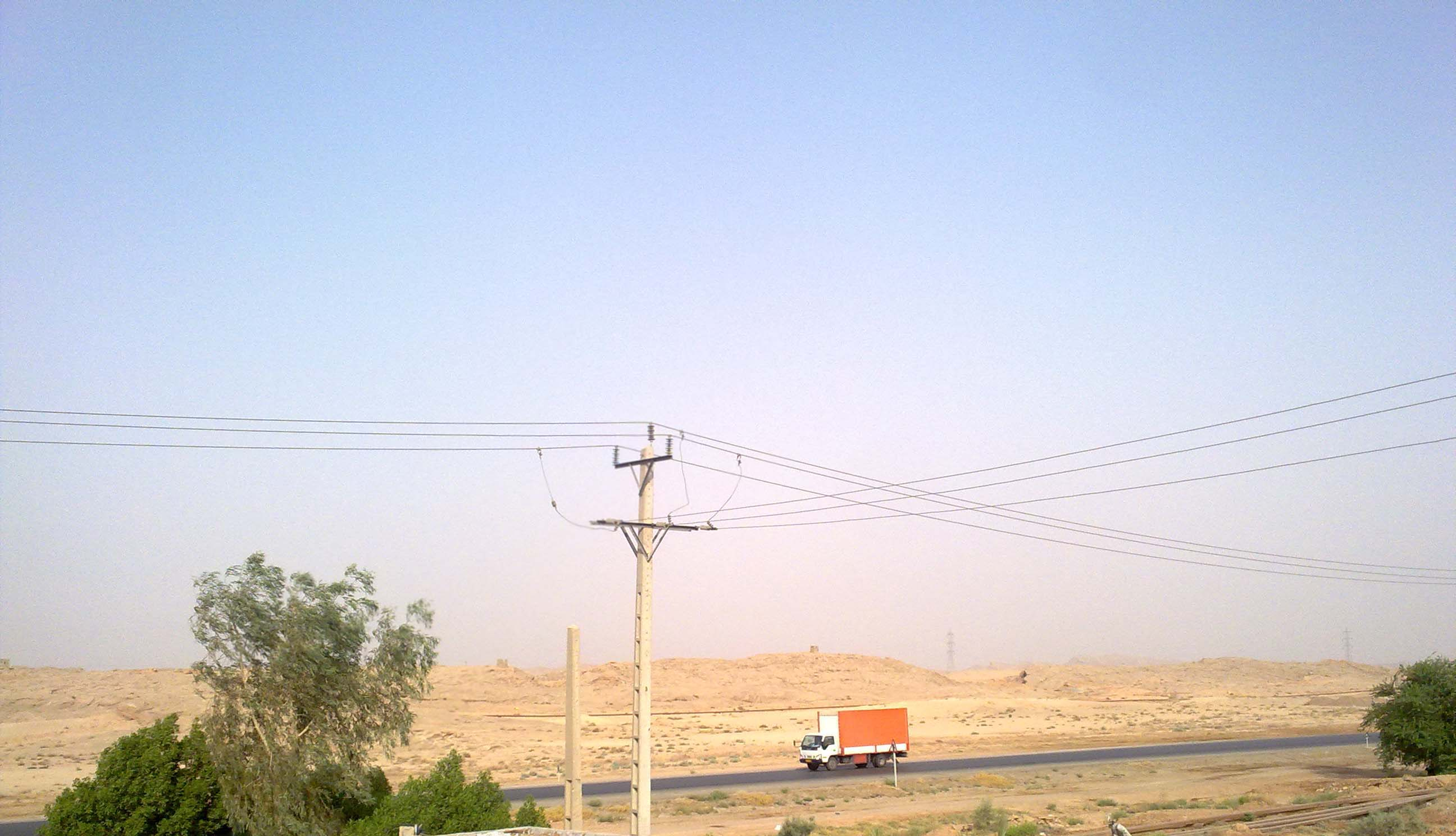
پنجاه و پنج کیلومتری جاده اهواز ماهشهر - روبروی روستا